# Consorcio Bidasoa-Txingudi

Le consorcio Bidasoa-Txingudi est une structure de droit espagnol (consorcio) regroupant les communes d'Irun et Fontarrabie au Guipuscoa (Espagne) et la commune française d'Hendaye (Pyrénées-Atlantiques). Sa création date de 1998 et son siège est à Irun. En 2001, il adhère à l'eurocité basque Bayonne - San Sebastian.

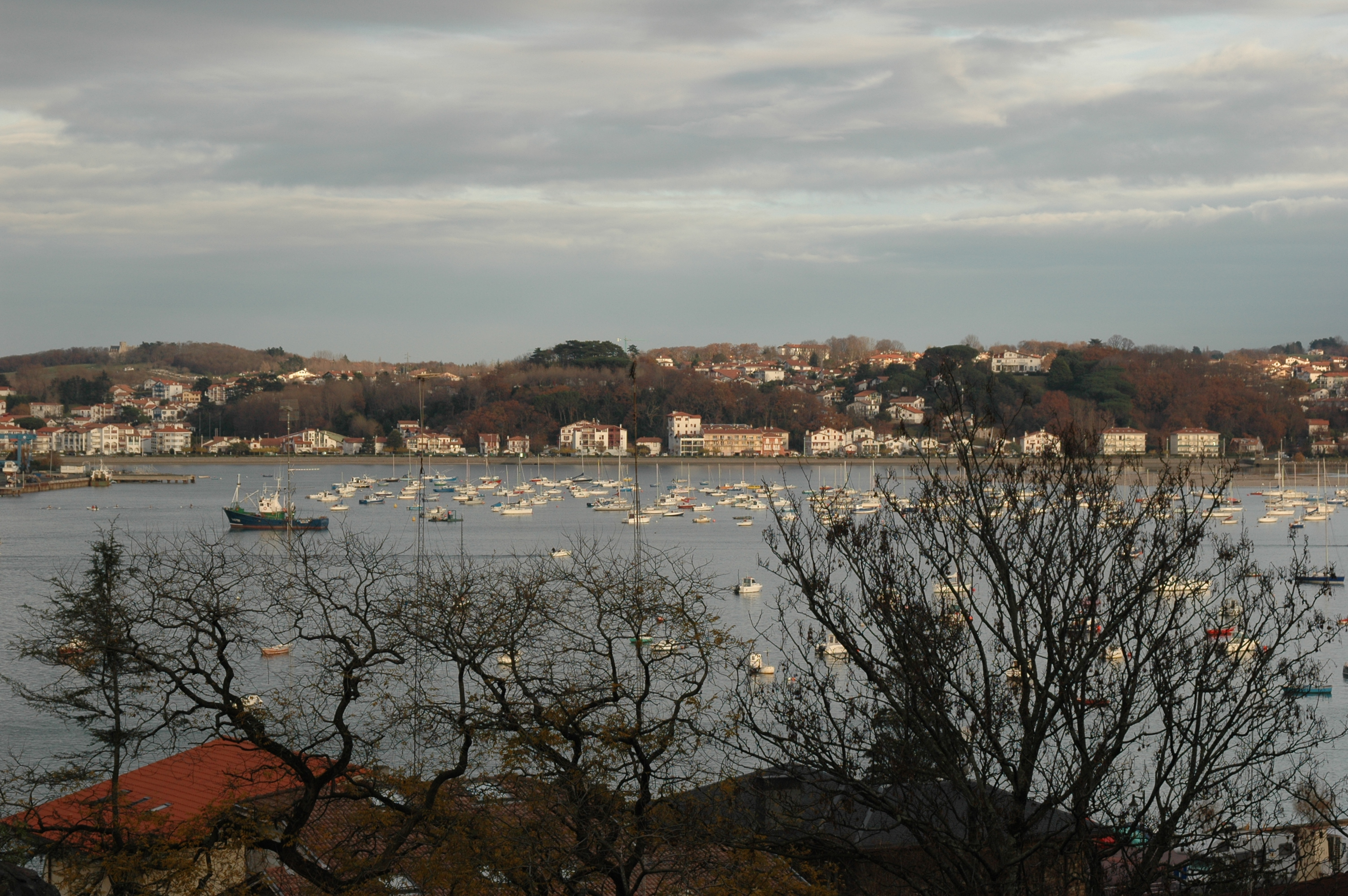
Vue de la baie de Chingoudy et d'Hendaye depuis Fontarrabie

## Statut
La création du consorcio intervient le 23 décembre 1998 après le traité de Bayonne de 1995 qui l'a rendue possible. Ce traité conclu le 10 mars 1995 entre la France et l'Espagne porte sur la coopération transfrontalière entre les collectivités territoriales des deux pays.
Les trois communes se situent autour de la baie de Chingoudy qui forme l'embouchure de la Bidassoa, fleuve côtier formant la frontière franco-espagnole. Elles comptent 89 000 habitants pour une superficie de 79 km².

## Compétences
Le consorcio est doté de compétences en matière touristique, culturelle, sociale et de développement économique.

## Fonctionnement
L'instance délibérante est le conseil général du consorcio. Il est composé de 9 membres, c'est-à-dire 3 par commune, élus par leurs conseils municipaux respectifs. Le maire fait obligatoirement partie de ces 3 représentants. Leur mandat expire à la date de renouvellement de leurs conseils municipaux.
La présidence du consorcio est exercée à tour de rôle pour une période d'un an par le maire de l'une des communes, les deux autres maires étant vice-présidents. Il s'agit d'une présidence tournante.